# Zerouala
Zerouala est une commune de la wilaya de Sidi Bel Abbès en Algérie.

## Toponymie
Très probablement de la racine berbère répandue ZRWL 'vert,bleu'.

## Géographie
| Sidi Brahim           | Sidi Hamadouche | Boudjebaa El Bordj |
| Sidi Brahim; Tilmouni | Zerouala        | Sfisef             |
| Tilmouni              | Belarbi         | Mostefa Ben Brahim |

### Lieux-dits, hameaux, et quartiers[3]
Le territoire de la commune est constitué des localités suivantes : Zerouala, Louza, Ouled Kadi et Ouled Benabbou.

## Histoire
Zerouala portait le nom de Deligny pendant l'époque de la colonisation française.